# Liggende asperge
De liggende asperge (Asparagus officinalis subsp. prostratus, synoniem: Asparagus prostratus) is een vaste plant, die behoort tot de aspergefamilie. De soort staat op de Nederlandse Rode lijst van planten als zeldzaam en matig afgenomen. De liggende asperge komt voor aan de kusten van Nederland, België, Frankrijk, Spanje, Groot-Brittannië, de kanaaleilanden, Ierland en Duitsland. De plant is in tegenstelling tot de diploïde asperge tetraploïd (2n = 40). 
De liggende asperge wordt soms opgevat als een soort en niet als ondersoort van de asperge.
De plant wordt 60-150 cm hoog en heeft liggende, sterk vertakte, kale stengels, die bij de grond een knik vertonen. De plant heeft een dikke, houtige en kruipende wortelstok met lange, dikke wortels. De iets afgeplatte, grijsgroene, naaldvormige bladeren zijn 5 - 10 mm lang.
De liggende asperge bloeit van mei tot in juli met groengele, klokvormige, 4,5-6,5 mm grote eenslachtige bloemen. De bloemstelen zijn 2-8 mm lang. De soort is tweehuizig.
De vrucht is een rode, 6-10 mm grote bes met zwarte zaden.
De liggende asperge komt voor in de zeeduinen.

## Plantengemeenschap
Liggende asperge is een kensoort voor de kegelsilene-associatie (Sileno-Tortuletum ruraliformis), een plantengemeenschap van droge graslanden op kalkrijke, matig voedselrijke duinen.

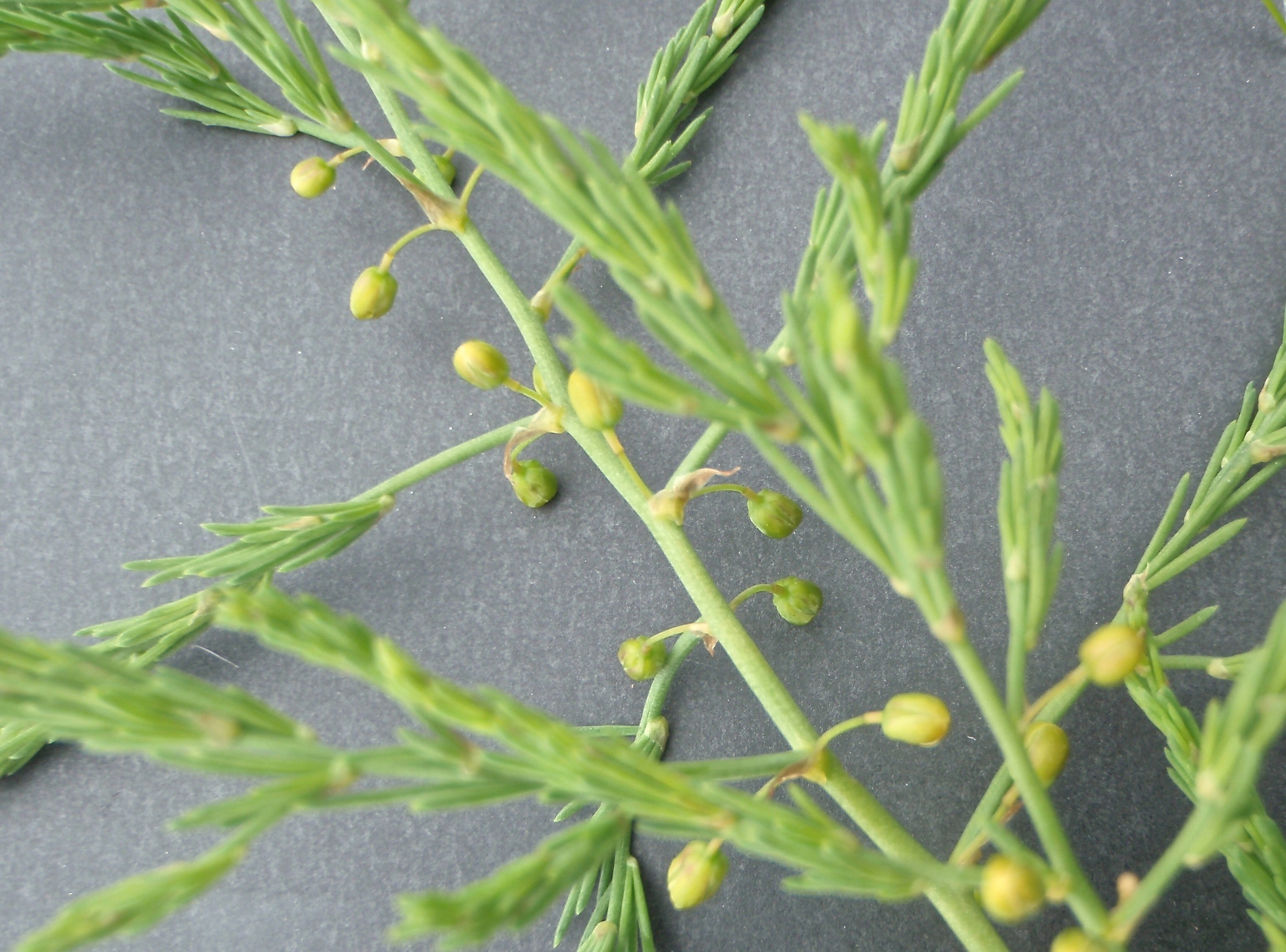
Stengel
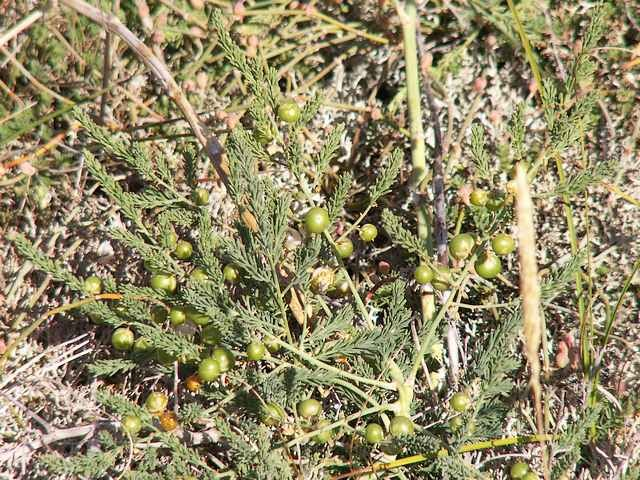
Bladeren
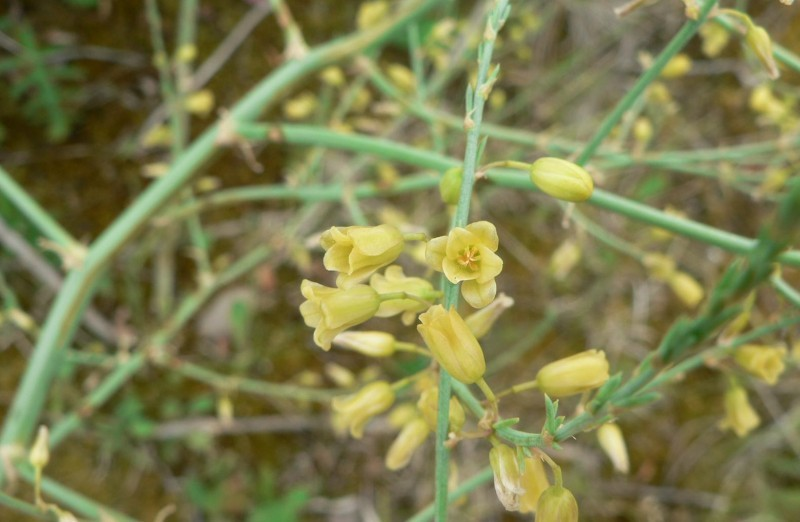
Bloemen